# Gohrau
Gohrau este o comună din landul Saxonia-Anhalt, Germania.